# Axel Oxenstierna
Axel Oxenstierna (16. června 1583, Fånö (Uppland), Švédsko – 28. srpna 1654, Stockholm, Švédsko) byl švédský hrabě a státník, uznávaná osobnost v době třicetileté války (1618–1648). Stýkal se s švédským králem Gustavem II. Adolfem a s jeho dcerou královnou Kristýnou. Oxenstierna zasahoval do různých reforem (soudnictví, správy, školství, hospodářství). Zasahoval významně do politického dění a ve Švédsku byl po této stránce velice uznáván.

## Život
Roku 1612 byl jmenován říšským kancléřem. Když v roce 1632 zemřel král Gustav II. Adolf, stal se poručníkem jeho dcery, mladé královny Kristýny.
Zasloužil se také o uzavření některých mírových smluv: ještě před třicetiletou válkou např. s Dánskem a Ruskem, v průběhu třicetileté války pak s Polskem a znovu s Dánskem. Působil také na univerzitních místech, např. v roce 1645 se stal kancléřem na švédské univerzitě v Uppsale.
Podporoval Jana Amose Komenského a dopisoval si s ním.
Dne 5. června 1608 se Oxenstierna oženil se šlechtičnou Annou Åkesdotter Bååt († 1649). Měli spolu 13 dětí, z nichž se 5 dožilo dospělosti. Nejstarší syn Gustav se stal komořím (1609–1629), Johan (1611–1657) členem státní rady a nejmladší Erik (1624–1656) získal po otcově smrti jeho pozici nejvyššího kancléře.